# Marshallton
Marshallton és una concentració de població designada pel cens dels Estats Units a l'estat de Pennsilvània. Segons el cens del 2000 tenia 1.437 habitants.

## Demografia
Segons el cens del 2000, Marshallton tenia 1.437 habitants, 640 habitatges, i 384 famílies. La densitat de població era de 637,7 habitants/km².
Dels 640 habitatges en un 24,5% hi vivien nens de menys de 18 anys, en un 40,6% hi vivien parelles casades, en un 12,8% dones solteres, i en un 40% no eren unitats familiars. En el 35,5% dels habitatges hi vivien persones soles el 20,3% de les quals corresponia a persones de 65 anys o més que vivien soles. El nombre mitjà de persones vivint en cada habitatge era de 2,22 i el nombre mitjà de persones que vivien en cada família era de 2,82.
Per edats la població es repartia de la següent manera: un 21,8% tenia menys de 18 anys, un 5,5% entre 18 i 24, un 26,2% entre 25 i 44, un 22,2% de 45 a 60 i un 24,3% 65 anys o més.
L'edat mediana era de 43 anys. Per cada 100 dones de 18 o més anys hi havia 85,8 homes.
La renda mediana per habitatge era de 23.173 $ i la renda mediana per família de 28.679 $. Els homes tenien una renda mediana de 35.161 $ mentre que les dones 16.793 $. La renda per capita de la població era de 13.135 $. Entorn del 9,7% de les famílies i el 14,6% de la població estaven per davall del llindar de pobresa.

## Poblacions més properes
El següent diagrama mostra les poblacions més properes.